# Creedence Clearwater Revival
Creedence Clearwater Revival was een Amerikaanse rockband, die zijn hoogtijdagen kende in de periode 1968-1972. De bezetting bestond uit zanger, gitarist, songwriter John Fogerty (1945), zijn broer Tom Fogerty (1941-1990; gitaar), Stu Cook (1945; bas) en Doug Clifford (1945; drums). De groep speelt een karakteristieke swamp blues (moeras-blues), een mix van country, blues en rock n' roll.

## Biografie

### Beginperiode
De geschiedenis van Creedence Clearwater Revival (voor het gemak vaak afgekort tot CCR) begint eind jaren ’50, wanneer de broers Fogerty de formatie Tommy Fogerty and the Blue Velvets oprichten. Ze treden voornamelijk op in de San Francisco Bay Area en vergaren zo enige regionale bekendheid. In 1964 krijgt de groep een contract bij platenlabel Fantasy Records, op voorwaarde dat zij haar naam wijzigt in The Golliwogs. Er worden enkele singles opgenomen, maar die hebben weinig impact. In 1967 wordt nogmaals besloten tot een naamswijziging en gaat de groep voortaan door het leven als Creedence Clearwater Revival. Deze 3 elementen komen respectievelijk van Credence Newball, een vriend van Tom Fogerty (de extra e is toegevoegd om het woord 'creed' (= credo of motto) te creëren), Clearwater komt van een tv-reclame voor Olympia bier dat de smaak van helder water ('clear water') zou hebben, Revival staat voor de nieuwe opleving van de groep, de trouw die men elkaar zweert.

### Hoogtijdagen
Rond deze tijd is het muzikale klimaat aan het veranderen en hier zal de herdoopte groep snel van gaan profiteren. Ze nemen hun titelloze debuutplaat op en brengen twee singles op hetzelfde moment uit. Het zijn covers van nummers uit de jaren '50: "I Put a Spell on You" en "Suzie Q". Beide nummers halen de Amerikaanse hitparade. Begin 1969 verschijnt het tweede album Bayou Country en met de bijbehorende single "Proud Mary" breekt de band definitief door. Creedence groeit binnen de kortste keren uit tot een van de succesvolste bands ter wereld en produceert hits aan de lopende band: "Bad Moon Rising", "Commotion", "Fortunate Son", "Down on the Corner", "Who'll Stop the Rain", "Up Around the Bend" en "Long As I Can See the Light" zijn slechts een paar van de vele hits die CCR in een korte periode, ook in België en Nederland, scoort. Ook de albums Green River, Willy and the Poor Boys en Cosmo's Factory zijn succesvol.

### Democratie en breuk
John Fogerty ontpopt zich tot een hitschrijver van formaat. Hij is als zanger en tekstschrijver ook de allesbepalende figuur van CCR en dat zal uiteindelijk tot de nodige spanningen binnen de groep leiden. Na het zesde album Pendulum verlaat de experimenteel ingestelde Tom Fogerty de groep. Vervolgens eisen bassist Cook en drummer Clifford meer inspraak in het werk en de muzikale koers van de groep. Dit gaat welgeteld één album (Mardi Gras) lang goed, waarna de groep in 1972 definitief uit elkaar valt. In Nederland worden enkele oudere songs opnieuw uitgebracht om nog een laatste graantje van het succes mee te pikken. Zo belanden de nummers "I Heard It Through the Grapevine", "Born on the Bayou" en met name het uit 1968 stammende "I Put a Spell on You" nog hoog in de Nederlandse Top 40.

### Solo-activiteiten
De leden starten alle vier een solocarrière, maar alleen die van John Fogerty is geslaagd te noemen. Zo schrijft hij in de jaren na CCR onder andere "Rockin' All Over the World", een nummer waarmee Status Quo later succesvol aan de haal gaat. Zijn eerste soloalbums worden redelijk ontvangen, zij het slechts door de critici. Commercieel gezien floppen ze genadeloos en Fogerty trekt zich langere tijd terug. Pas in 1985 en 1986 verschijnen er weer twee albums, waarvan het comeback album Centerfield het meest succesvol is. Van dit album komt de hitsingle "The Old Man Down the Road". De single is in Nederland redelijk succesvol, maar bereikt hier niet de nummer 1-positie zoals in Amerika. Het album bereikt de 7e plaats van de Album top 100 en is daarmee zijn meest succesvolle solo-album. Het volgende album Eye of the Zombie wordt slecht ontvangen waarna hij opnieuw een aantal jaren uit de schijnwerpers verdwijnt.
Hij worstelt die periode ook behoorlijk met het feit dat de rechten van zijn Creedence-songs in handen zijn van zijn vroegere platenmaatschappij. Er gaan verschillende rechtszaken overheen en het maakt Fogerty er niet gelukkiger op.
Inmiddels zijn Fogerty en Fantasy Records weer verzoend met elkaar, wat Fogerty weer de gelegenheid geeft zijn oude repertoire op te pakken. De reden is dat Fantasy is verkocht en het nieuwe management de zaak met Fogerty schikt. In 2006 wordt onder het label van Fantasy een verzamelalbum uitgebracht van CCR-songs en songs van Fogerty zelf, genoemd The Long Road Home.
Een reünie zit er echter niet meer in; Tom Fogerty overleed al in 1990 aan de gevolgen van aids en wat Cook en Clifford betreft is het te laat. Ze zijn namelijk niet vergeten dat John Fogerty hen in 1997 voor de rechter sleepte vanwege hun CCR-tribute-band Creedence Clearwater Revisited waarmee ze van midden jaren 90 tot einde jaren 10 het Gouwe-Ouwen-Circuit afstruinen. Cook en Clifford wonnen deze rechtszaak twee jaar later in hoger beroep.

## Discografie

### Albums
| Album met eventuele hitnotering(en) in de Nederlandse Album Top 100 | Datum van verschijnen | Datum van binnenkomst | Hoogste positie | Aantal weken | Opmerkingen   |
| ------------------------------------------------------------------- | --------------------- | --------------------- | --------------- | ------------ | ------------- |
| Creedence Clearwater Revival                                        | 1968                  | -                     |                 |              |               |
| Bayou Country                                                       | 1969                  | -                     |                 |              |               |
| Green river                                                         | 1969                  | 15-11-1969            | 20              | 2            |               |
| Willy and the Poor Boys                                             | 1969                  | 31-01-1970            | 3               | 21           |               |
| Cosmo's Factory                                                     | 1970                  | 01-08-1970            | 2               | 17           |               |
| Pendulum                                                            | 1970                  | 16-01-1971            | 2               | 16           |               |
| Mardi Gras                                                          | 1972                  | 15-04-1972            | 2               | 10           |               |
| Creedence Gold                                                      | 1972                  | 02-12-1972            | 7               | 11           | Verzamelalbum |
| More Creedence Gold                                                 | 1973                  | 04-08-1973            | 9               | 3            | Verzamelalbum |
| Live In Europe                                                      | 1974                  | -                     |                 |              | Livealbum     |
| The Very Best of Creedence Clearwater Revival                       | 1981                  | 04-07-1981            | 7               | 13           | Verzamelalbum |
| The Complete Hitalbum                                               | 1985                  | 20-04-1985            | 22              | 32           | Verzamelalbum |
| Chronicle 1 & 2                                                     | 1991                  | 23-02-1991            | 70              | 6            | Verzamelalbum |
| Really the best                                                     | 1994                  | 17-12-1994            | 58              | 11           | Verzamelalbum |
| All time Greatest Hits                                              | 1998                  | 19-09-1998            | 38              | 10           | Verzamelalbum |
| Collected                                                           | 2008                  | 09-08-2008            | 1(1wk)          | 30           | Verzamelalbum |
| Live at Woodstock                                                   | 2019                  | 07-09-2019            | 9               | 3            | Livealbum     |
| At the Royal Albert Hall                                            | 2022                  | 24-09-2022            | 28              | 1            | Livealbum     |

| Album met hitnotering(en) in de Vlaamse Ultratop 200 albums | Datum van verschijnen | Datum van binnenkomst | Hoogste positie | Aantal weken | Opmerkingen   |
| ----------------------------------------------------------- | --------------------- | --------------------- | --------------- | ------------ | ------------- |
| The Best                                                    | 2008                  | 12-07-2008            | 91              | 4            | Verzamelalbum |
| Collected                                                   | 2008                  | 20-09-2008            | 24              | 14           | Verzamelalbum |
| Greatest Hits & All-Time Classics                           | 2013                  | 26-01-2013            | 189             | 1            | Verzamelalbum |

### Singles
| Single met eventuele hitnotering(en) in de Nederlandse Top 40 | Datum van verschijnen | Datum van binnenkomst | Hoogste positie | Aantal weken | Opmerkingen                               |
| ------------------------------------------------------------- | --------------------- | --------------------- | --------------- | ------------ | ----------------------------------------- |
| Proud Mary                                                    | 1969                  | 22-03-1969            | 11              | 8            | Nr. 8 in de Single Top 100                |
| Bad Moon Rising                                               | 1969                  | 21-06-1969            | 10              | 7            | Nr. 10 in de Single Top 100               |
| Commotion / Green River                                       | 1969                  | 16-08-1969            | tip             | -            |                                           |
| Commotion                                                     | 1969                  | 04-10-1969            | 16              | 7            | Nr. 12 in de Single Top 100               |
| Down on the Corner                                            | 1969                  | 13-12-1969            | 10              | 8            |                                           |
| Travelin' Band (B-side: Who'll stop the Rain)                 | 1970                  | 14-02-1970            | 1(2wk)          | 12           | Alarmschijf / Nr. 1 in de Single Top 100  |
| Up Around the Bend                                            | 1970                  | 16-05-1970            | 1(2wk)          | 10           | Alarmschijf / Nr. 1 in de Single Top 100  |
| Long As I Can See the Light                                   | 1970                  | 08-08-1970            | 5               | 9            | Nr. 5 in de Single Top 100                |
| Have You Ever Seen the Rain / Hey Tonight                     | 1971                  | 06-02-1971            | 6               | 11           | Nr. 3 in de Single Top 100                |
| Sweet Hitch-Hiker                                             | 1971                  | 31-07-1971            | 5               | 9            | Nr. 5 in de Single Top 100                |
| Born on the Bayou                                             | 1972                  | 15-04-1972            | 13              | 6            | Nr. 15 in de Single Top 100               |
| Someday Never Comes                                           | 1972                  | 27-05-1972            | 13              | 5            | Alarmschijf / Nr. 12 in de Single Top 100 |
| I Put a Spell On You                                          | 1972                  | 23-09-1972            | 3               | 17           | Nr. 3 in de Single Top 100                |
| I Heard It Through the Grapevine                              | 1973                  | 08-09-1973            | 13              | 5            | Nr. 10 in de Single Top 100               |

### Andere noemenswaardige songs
- Suzie Q (1968)
- Fortunate Son (1969)
- Lookin' Out My Back Door (1970)

### NPO Radio 2 Top 2000
| Nummers met noteringen in de NPO Radio 2 Top 2000 | '99 | '00  | '01 | '02  | '03  | '04  | '05  | '06  | '07  | '08  | '09  | '10  | '11  | '12  | '13  | '14  | '15  | '16  | '17  | '18  | '19  | '20  | '21  | '22  | '23  | '24  |
| ------------------------------------------------- | --- | ---- | --- | ---- | ---- | ---- | ---- | ---- | ---- | ---- | ---- | ---- | ---- | ---- | ---- | ---- | ---- | ---- | ---- | ---- | ---- | ---- | ---- | ---- | ---- | ---- |
| Bad Moon Rising                                   | 303 | 208  | 250 | 201  | 302  | 255  | 263  | 216  | 227  | 226  | 266  | 218  | 287  | 229  | 325  | 369  | 342  | 284  | 285  | 244  | 226  | 240  | 259  | 272  | 305  | 201  |
| Born on the Bayou                                 | -   | -    | -   | -    | -    | 871  | 917  | 774  | 796  | 984  | 932  | 866  | 1041 | 874  | 1029 | 1151 | 1204 | 1265 | 1198 | 1271 | 1150 | 1257 | 1339 | 1387 | 1599 | 1796 |
| Down on the Corner                                | -   | -    | -   | -    | -    | -    | -    | 1180 | 1256 | 1837 | 1281 | 1072 | 1275 | 1267 | 1409 | 1629 | 1553 | 1606 | 1542 | 1406 | 1431 | 1221 | 1254 | 1418 | 1581 | 1394 |
| Fortunate Son                                     | -   | -    | -   | -    | -    | -    | -    | -    | -    | -    | -    | -    | -    | 1762 | 1013 | 408  | 295  | 265  | 264  | 213  | 203  | 196  | 175  | 172  | 187  | 140  |
| Have You Ever Seen the Rain?                      | -   | 185  | 208 | 300  | 365  | 287  | 305  | 204  | 203  | 232  | 216  | 177  | 193  | 224  | 244  | 280  | 255  | 212  | 216  | 164  | 139  | 119  | 108  | 113  | 118  | 101  |
| Hey Tonight                                       | -   | 1100 | 983 | 1170 | 1606 | 1120 | 1282 | 1333 | 1437 | 1329 | 1964 | 1550 | 1488 | 1686 | -    | -    | -    | -    | -    | -    | -    | -    | -    | -    | -    | -    |
| I Heard It Through the Grapevine                  | 505 | 261  | 269 | 434  | 606  | 416  | 466  | 535  | 467  | 467  | 463  | 421  | 496  | 682  | 547  | 697  | 751  | 902  | 887  | 972  | 1000 | 932  | 888  | 1060 | 1120 | 1135 |
| I Put a Spell on You                              | 56  | 36   | 38  | 54   | 53   | 49   | 56   | 60   | 61   | 54   | 83   | 53   | 77   | 132  | 152  | 143  | 152  | 148  | 157  | 190  | 187  | 200  | 214  | 260  | 319  | 244  |
| Long As I Can See the Light                       | -   | 511  | 479 | 1011 | 787  | 748  | 802  | 934  | 937  | 819  | 1011 | 896  | 1006 | 1083 | 1024 | 1074 | 1099 | 1271 | 1256 | 1069 | 1164 | 1176 | 1156 | 1240 | 1231 | 1409 |
| Lookin' Out My Back Door                          | -   | -    | -   | -    | -    | -    | -    | -    | -    | -    | -    | -    | -    | -    | -    | -    | -    | -    | -    | 1540 | 1463 | 1577 | 1571 | 1618 | 1717 | 1970 |
| Proud Mary                                        | -   | 256  | 426 | 406  | 569  | 520  | 450  | 481  | 586  | 500  | 733  | 568  | 712  | 958  | 861  | 998  | 1227 | 1177 | 1075 | 1078 | 1010 | 1046 | 999  | 1183 | 1187 | 1140 |
| Suzie Q                                           | 459 | -    | 307 | 337  | 276  | 186  | 258  | 294  | 319  | 263  | 325  | 313  | 408  | 528  | 524  | 741  | 746  | 709  | 720  | 799  | 959  | 922  | 924  | 994  | 1163 | 1015 |
| Sweet Hitch-Hiker                                 | -   | -    | -   | -    | 1569 | 1651 | 1685 | 1845 | -    | 1955 | -    | 1984 | -    | -    | -    | -    | -    | -    | -    | -    | -    | -    | -    | -    | -    | -    |
| Travelin' Band                                    | -   | -    | -   | -    | -    | -    | 1790 | 1386 | 1382 | 1802 | 1557 | 1503 | 1925 | 1769 | 1802 | -    | -    | -    | -    | -    | -    | -    | -    | -    | -    | -    |
| Up Around the Bend                                | -   | -    | -   | -    | 1102 | 1199 | 1155 | 1391 | 1498 | 1400 | 1351 | 1417 | 1559 | 1445 | 1562 | 1860 | -    | -    | -    | -    | 1936 | 1592 | 1749 | 1767 | 1879 | 1495 |
| Who'll Stop the Rain                              | 260 | 546  | 202 | 236  | 183  | 215  | 243  | 215  | 246  | 212  | 287  | 244  | 385  | 517  | 551  | 630  | 663  | 652  | 624  | 540  | 499  | 490  | 456  | 615  | 547  | 410  |

1. ↑  Een '-' betekent dat het nummer niet was genoteerd en een vetgedrukt getal geeft de hoogste notering van een nummer aan.